# Kim Soon-hyung
Kim Soon-hyung (né le 15 juillet 1973) est un athlète sud-coréen, spécialiste du demi-fond.

## Biographie
Il remporte la médaille d'or du 1 500 m lors des championnats d'Asie 1993, à Manille, et obtient par ailleurs une médaille d'argent en 2000, et une médaille de bronze en 1995. 
Il remporte le titre du relais 4 × 400 m lors des Jeux asiatiques de 1994, et compte deux victoires aux Jeux de l'Asie de l'Est.
Il détient le record de Corée du Sud du 1 500 m en 3 min 38 s 60, établi le 3 décembre 1993 à Manille.

### Palmarès
| Date | Compétition                   | Lieu      | Résultat | Épreuve   | Performance   |
| ---- | ----------------------------- | --------- | -------- | --------- | ------------- |
| 1992 | Championnats du monde juniors | Séoul     | 4e       | 1 500 m   | 3 min 40 s 26 |
| 1992 | Championnats d'Asie juniors   | New Delhi | 3e       | 800 m     | 1 min 51 s 32 |
| 1992 | Championnats d'Asie juniors   | New Delhi | 3e       | 1 500 m   | 3 min 52 s 75 |
| 1993 | Jeux de l'Asie de l'Est       | Shanghai  | 1er      | 1 500 m   | 3 min 56 s 17 |
| 1993 | Championnats d'Asie           | Manille   | 1er      | 1 500 m   | 3 min 38 s 60 |
| 1994 | Jeux asiatiques               | Hiroshima | 1er      | 4 × 400 m | 3 min 10 s 19 |
| 1995 | Championnats d'Asie           | Jakarta   | 3e       | 1 500 m   | 3 min 45 s 08 |
| 1997 | Jeux de l'Asie de l'Est       | Busan     | 1e       | 800 m     | 1 min 49 s 00 |
| 1997 | Jeux de l'Asie de l'Est       | Busan     | 3e       | 1 500 m   | 3 min 51 s 18 |
| 1998 | Jeux asiatiques               | Bangkok   | 2e       | 800 m     | 1 min 46 s 61 |
| 1998 | Jeux asiatiques               | Bangkok   | 2e       | 1 500 m   | 3 min 40 s 56 |
| 2000 | Championnats d'Asie           | Jakarta   | 2e       | 800 m     | 1 min 50 s 06 |
| 2002 | Jeux asiatiques               | Busan     | 8e       | 800 m     | 1 min 48 s 60 |
| 2002 | Jeux asiatiques               | Busan     | 14e      | 1 500 m   | 3 min 51 s 47 |

### Records
| Épreuve | Performance   | Lieu    | Date            |
| ------- | ------------- | ------- | --------------- |
| 800 m   | 1 min 46 s 03 | Séoul   | 14 mai 1994     |
| 1 500 m | 3 min 38 s 60 | Manille | 3 décembre 1993 |